# シャルロット・ペリアン

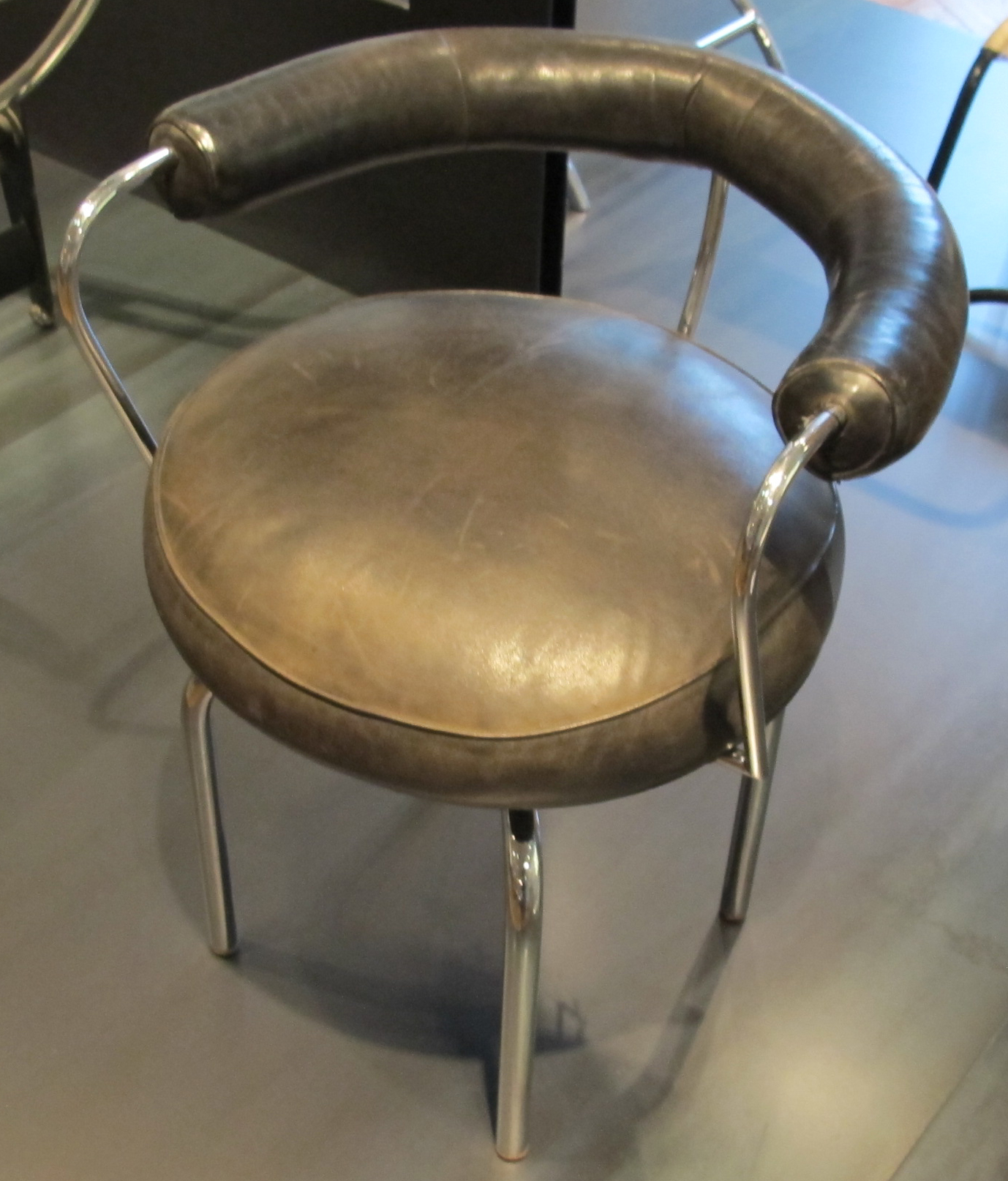
Siège pivotant (1927), Musée des Arts Décoratifs, Paris

シャルロット・ペリアン（Charlotte Perriand、1903年10月24日 - 1999年10月27日）は、フランスの建築家。デザイナー。

## 略歴
- 1903年（明治36年） - パリで生まれる。父親は紳士服の裁断、母親は婦人服の仕立てを生業としていた家庭に育ち幼い頃から様々な素材に囲まれて育った。
- 1925年 - パリの装飾美術連合学校（エコールUCAD: the Ecole de L'Union Centrale de Arts Decoratifs）を卒業。
- 1927年 - 自らのアトリエを構え、展覧会に家具の出品を始める。サロン・ドートンヌに出展した<屋根裏のバー>でル・コルビュジエに認められ、彼のアトリエに入所。
  - ル・コルビュジエとその甥であるピエール・ジャンヌレとの3人での共同でデザインをする。
  - アトリエでは前川國男、坂倉準三と机を並べる。
- 1937年（昭和12年） - ル・コルビュジエのアトリエを辞し独立。独立後もル・コルビュジエ、ピエール・ジャンヌレらと良好な関係を維持している。
- 1940年（昭和15年） - 日本の商工省が輸出工芸指導の装飾美術顧問として招聘され来日。これは坂倉準三の尽力によるものであった。河井寛次郎、柳宗理らと交流。
- 1941年（昭和16年） - 日本で『選択・伝統・創造』展開催。商工省との契約解除。
- 1942年（昭和17年） - 日本各地を回り、伝統工芸に触れる。第二次世界大戦の戦渦を避け仏領インドシナ（現・ベトナム）へ行く。
- 1946年（昭和21年） - パリ帰還。ル・コルビュジエの集合住宅実施計画に参画。
- 1949年（昭和24年） - ル・コルビュジエ設計のマルセイユのユニテ・ダビシオンのためのオープンキッチンの試作品を製作。
- 1952年（昭和27年） - ジャン・プルーヴェとの協働を始める。
- 1955年（昭和30年） - 日本で『ル・コルビュジエ、レジェ、ペリアン三人展』開催。
- 1959年（昭和34年） - 坂倉準三、進来廉とエールフランス東京支社オフィスをデザイン。ペリアンの夫はエールフランス日本支社長だった。
- 1966年（昭和41年） - 坂倉準三らとパリ日本大使公邸の内装をデザイン。
- 1967年（昭和42年） - フランス・サヴォア県「アーク」のスキーリゾート計画に参画。
- 1985年（昭和60年） - パリ装飾美術館にて『シャルロット・ペリアン大回顧展』開催。
- 1993年（平成5年） - パリ・ユネスコ本部大茶会のため「茶室」をデザイン。
- 1996年（平成8年） - ロンドンデザインミュージアムで『シャルロット・ペリアン　モダニストパイオニア展』開催。
- 1998年（平成10年） - 自伝『UNE VIE DE CREATION』刊行（邦訳は『シャルロット・ペリアン自伝』北代美和子訳、みすず書房、2009年刊）。日本で『シャルロット・ペリアン展』開催。
- 1999年（平成11年） - 没

## 作品
建築
- スイス学生会館内装（1933年）／フランス、パリ
- マルセイユのユニテ・ダビシオンのキッチン（1952年）／フランス、マルセイユ[1]
- エールフランスロンドン支店内装（1957年）／イギリス、ロンドン
- ブラジル学生会館内装（1959年）／フランス、パリ
- メリベルの山荘（1962年）
- 在仏日本大使館大使官邸改装（1966年）／フランス、パリ　共同設計：進来廉

家具
- LCシリーズ （コルビュジエ アトリエにて）　アトリエに入る前から溜めていたデザインの具現化といわれている。
- ペリアンチェアー
- オスピテ Ospite（1927年）／テーブル
- リフレッソ Riflesso（1939年）／棚
- レフォロ Refolo（1953年）／ソファ
- オンブラ Ombra（1953年）／椅子
- プラナ Plana（1969年）／テーブル
- ヴェンタリオ Ventaglio（1972年）／テーブル
- 1940年の来日では、民芸運動に参加し、家具のデザインをした。LCシリーズを竹細工で制作する。山形県新庄市でわら細工の寝台敷を指導制作。トイレ・バスのデザイン。